# 焦刚
焦刚（？—），男，中国演员、导演。毕业于中央戏剧学院音乐剧班。代表作有电影《立春》、《万箭穿心》，网络剧《摩天大楼》等。

## 链接
焦刚的新浪微博